# 逢瀬川
逢瀬川（おうせがわ）は、福島県郡山市を流れる阿武隈川水系の一級河川である。

## 地理
福島県郡山市逢瀬町多田野の大滝渓谷に源を発し東へ流れ、郡山市富久山町久保田と郡山市横塚の境界で阿武隈川に合流する。

## 流域の自治体
福島県
郡山市

## 主な支流
- 亀田川
- 馬場川

## 主な橋梁
下流より記載
- 横塚橋 - 福島県道372号須賀川二本松自転車道線
- 逢瀬川橋 - 福島県道57号郡山大越線
- 逢瀬川橋梁 - JR磐越東線
- 逢瀬川橋梁 - JR東北本線
- 逢瀬川橋梁 - JR東北新幹線
- 逢瀬川橋梁 - JR磐越西線
- 安積橋 - 福島県道355号須賀川二本松線
- 相生橋 - 一般市道440095号大町二丁目梅田線
- 逢瀬橋 - 福島県道296号荒井郡山線
- 大窪橋 - 一般市道431735号若葉町石堂1号線
- 咲田橋 - 一級市道010034号麓山一丁目久保田線
- 富田橋 - 一級市道010030号荒井八山田線（内環状線）
- 後古川橋 - 一級市道010038号桑野日和田線
- 若戸橋 - 国道4号郡山バイパス
- 阿久戸橋 - 一級市道010014号並木片平線
- 前川原橋 - 国道49号
- 大山橋 - 一般市道331487号富田西三丁目富田西四丁目1号線
- 逢瀬川橋 - 東北自動車道
- 逢瀬川橋 - 二級市道020123号原畑石阿弥陀線
- 中屋敷橋 - 一般市道中川原的場線
- 的場橋 - 福島県道142号河内郡山線
- 木宮橋 - 一般市道330656号木宮南舘線
- 鍛冶屋橋 - 一般市道330581号庚坦原並西勝線
- 逢瀬川橋 - 福島県道55号郡山矢吹線
- 重郎作橋 - 一般市道330672号重郎作並松線
- 原大橋 - 一般市道320010号原笊内線
- 白坪橋 - 一般市道330674号笊内鳥越線
- 藤田橋 - 二級市道020131号申久保笊内線
- 河内橋 - 福島県道29号長沼喜久田線
- 河内橋 - 一般市道331042号東午房沢日室線
- 安積疏水管理橋 - 一般市道240446号猫神馬場川原線
- 汁谷橋 - 一級市道010010号多田野河内線
- 塚野橋 - 一級市道010009号多田野1号線

## 市民活動
逢瀬川は、かつて水遊びが出来るような清流であったが、高度経済成長期の住宅街の急激な広がりに下水道の整備が進まず、さらに不法投棄などの増加により日本でも屈指の水質汚濁の激しい河川となってしまった。
このような状況の中、1989年（平成元年）、郡山市民の撞井恒夫は、一人で川の中のゴミを拾いはじめた。最初は周辺住民に関心を示す者は無く、収集したゴミの処分についても行政は消極的であったが、時を経て日本国内に環境に対する意識が芽生えると、徐々に清掃活動を支援する市民が現れてきた。
この川を管轄する福島県県中建設事務所内でも有志による川ざらい活動（胴長軍団）が行われ、福島県の環境ボランティア活動の草分け的存在となった。この地道な活動はマスコミにも取り上げられ全国放送もされた。
現在では、ふるさとの川整備事業により護岸が親水公園（富田親水広場、大島自然ふれあい広場）として整備されるなど豊かな自然を取り戻しつつある。

## 逢瀬さくらの里
郡山市逢瀬町の逢瀬公園付近の川沿い約1.5kmにわたって続く桜並木。
元は平成初期に地元の人たちによって植えられた約700mもの染井吉野の並木。その後、それらに加え8種類（アーコレード、舞姫、神代曙、オカメ、越の彼岸、一葉、鬱金、仙台屋）、150本もの桜が加わった。

## 逢瀬川を題材にした作品
- 歌枕として短歌に詠まれている。
  - 逢瀬川 袖つくばかり 浅けれど 君許さねば えこそ渡らね…源重之
  - まだなれぬ 人にぞ今宵 逢瀬川 同じ流れを 思い渡りて…季経集
  - 堰とめぬ 人目つつみに ことよせて 流れもやれぬ 逢瀬川なみ
  - ほどなくも 流れぞとまる 逢瀬川 変わる心や 井堰なるらん…新続古今和歌集
  - 浅香山 さも浅からぬ 敵とみて 逢瀬に勇む 駒の足並み…源頼義
- 逢瀬川 - ロックバンド音速ラインの曲。

## 画像Gallery

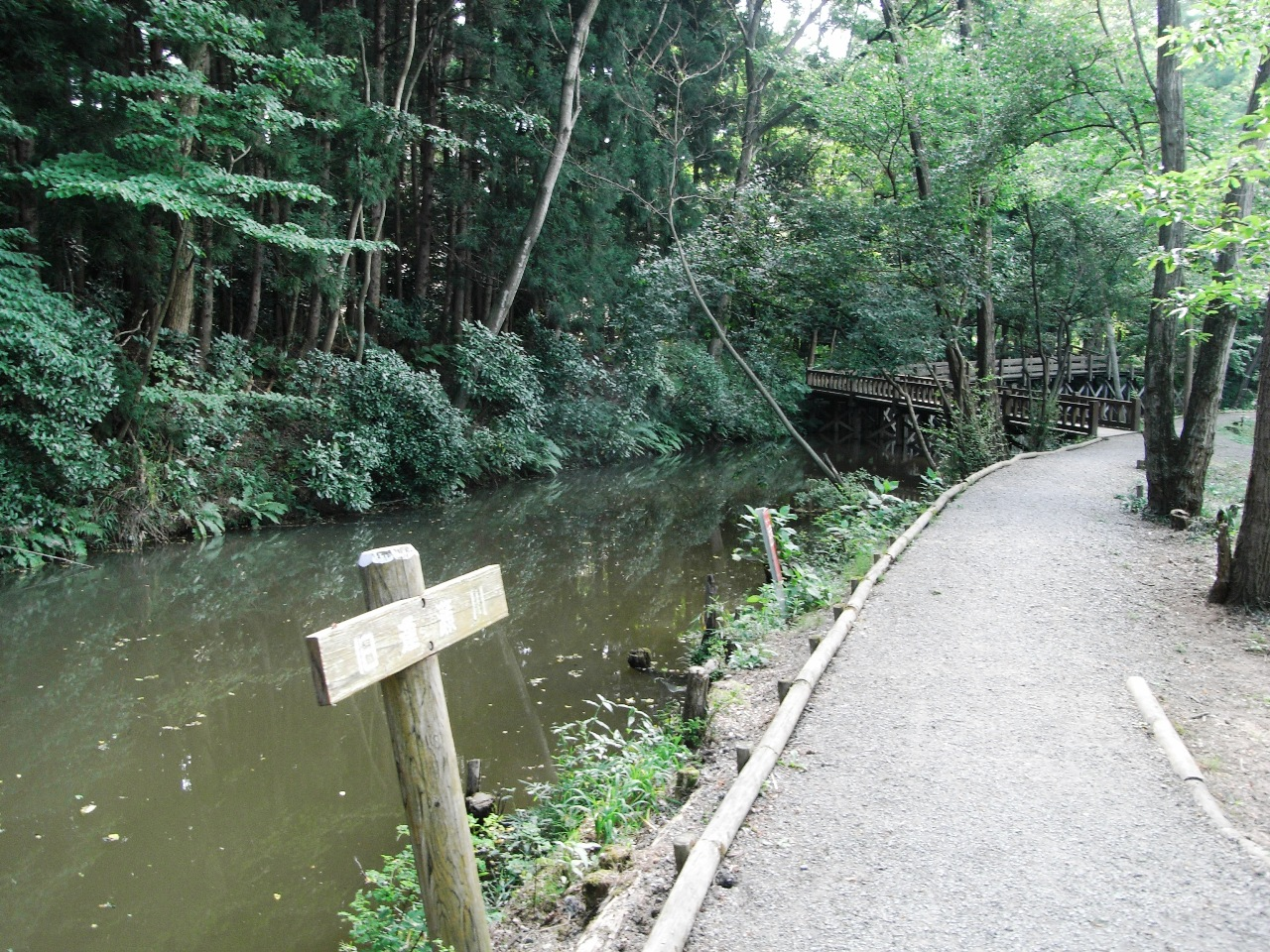
逢瀬川旧河道跡(2007年7月)
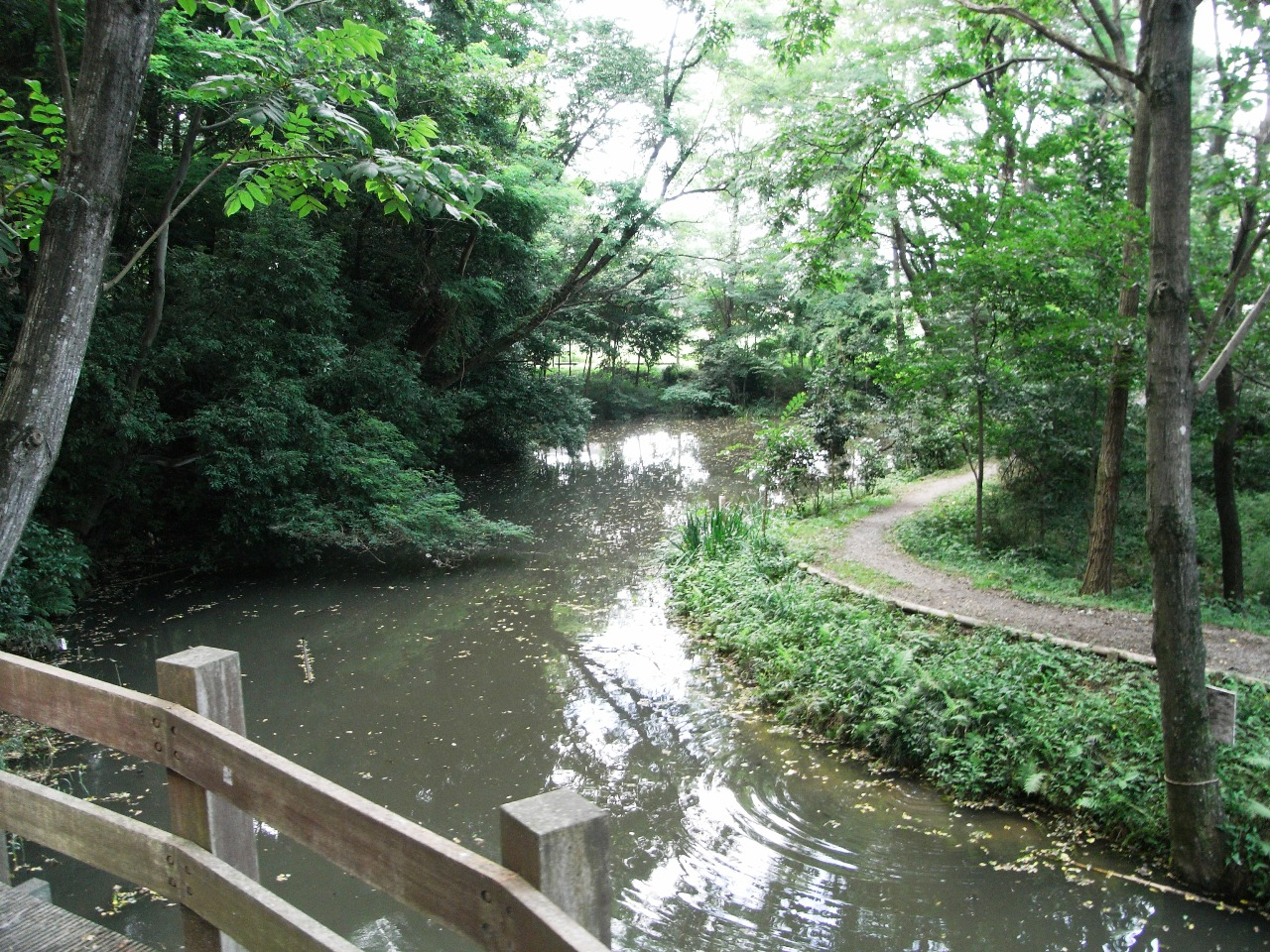
逢瀬川旧河道跡 三日月湖になっている(2007年7月)
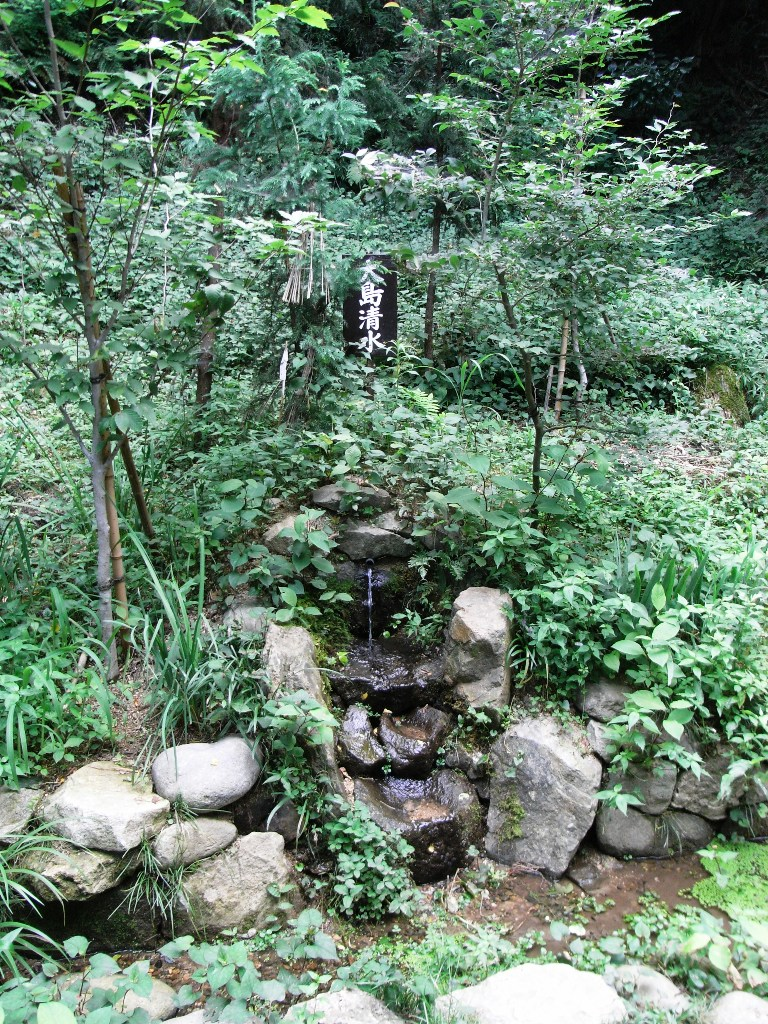
大島清水(2007年7月)
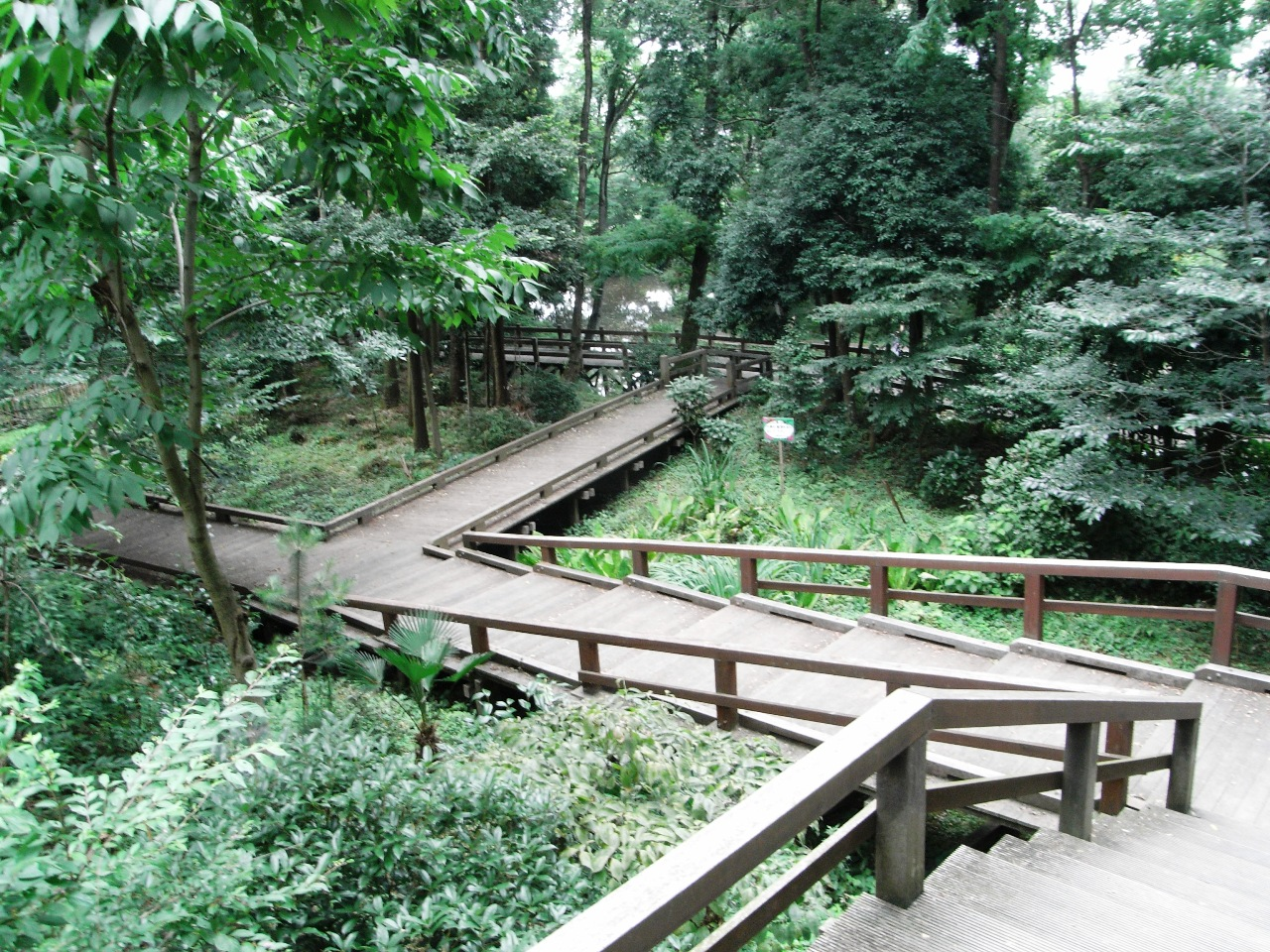
公園木道(2007年7月)
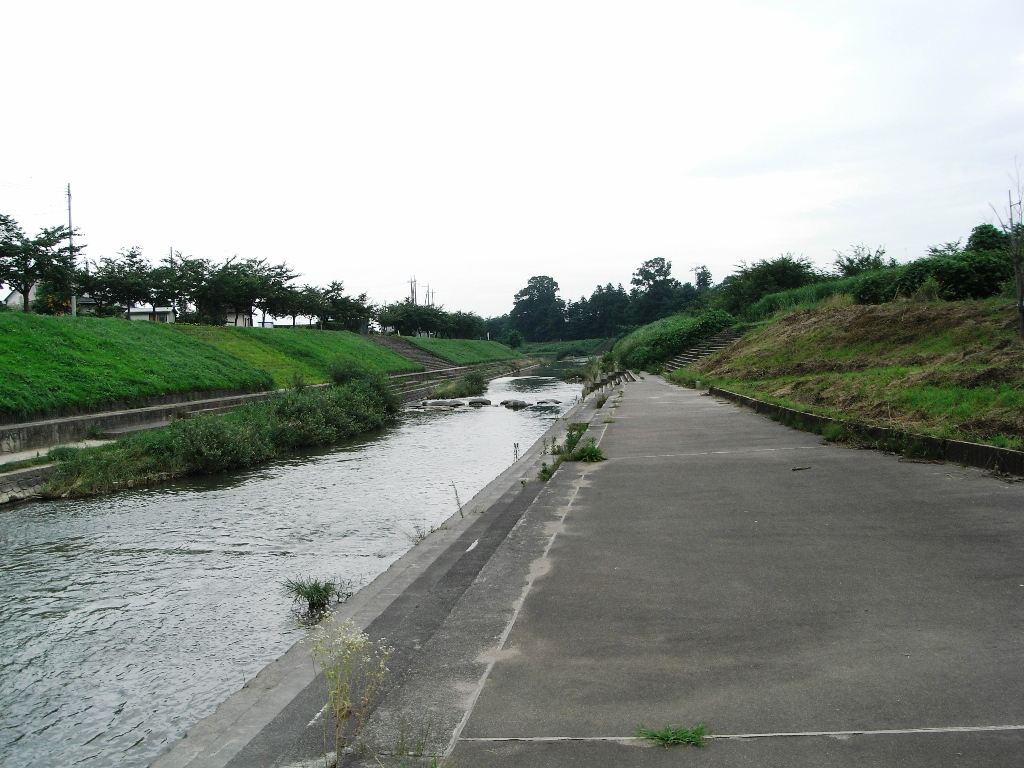
逢瀬川親水公園(2007年7月)
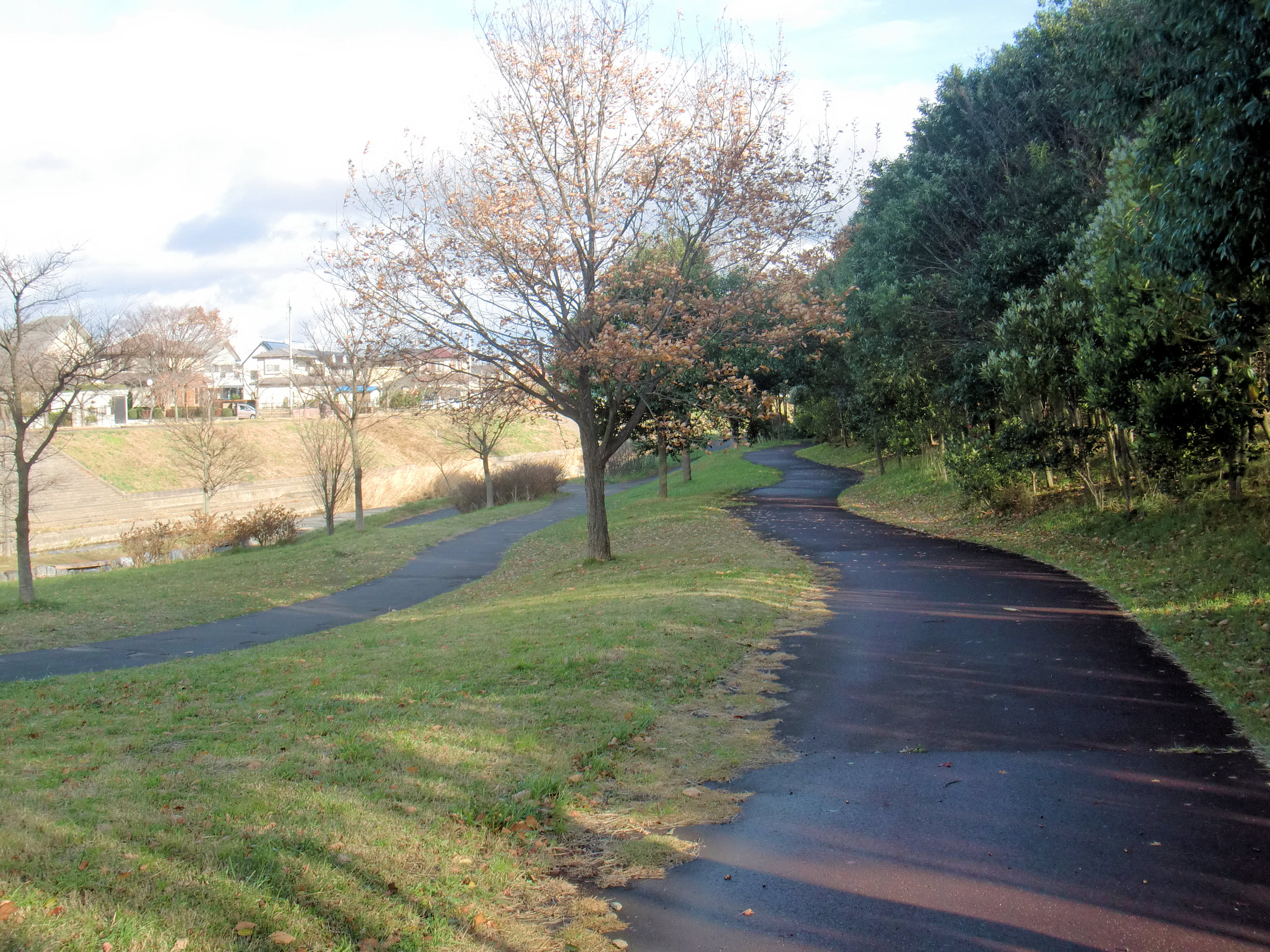
富田親水広場(2017年11月)
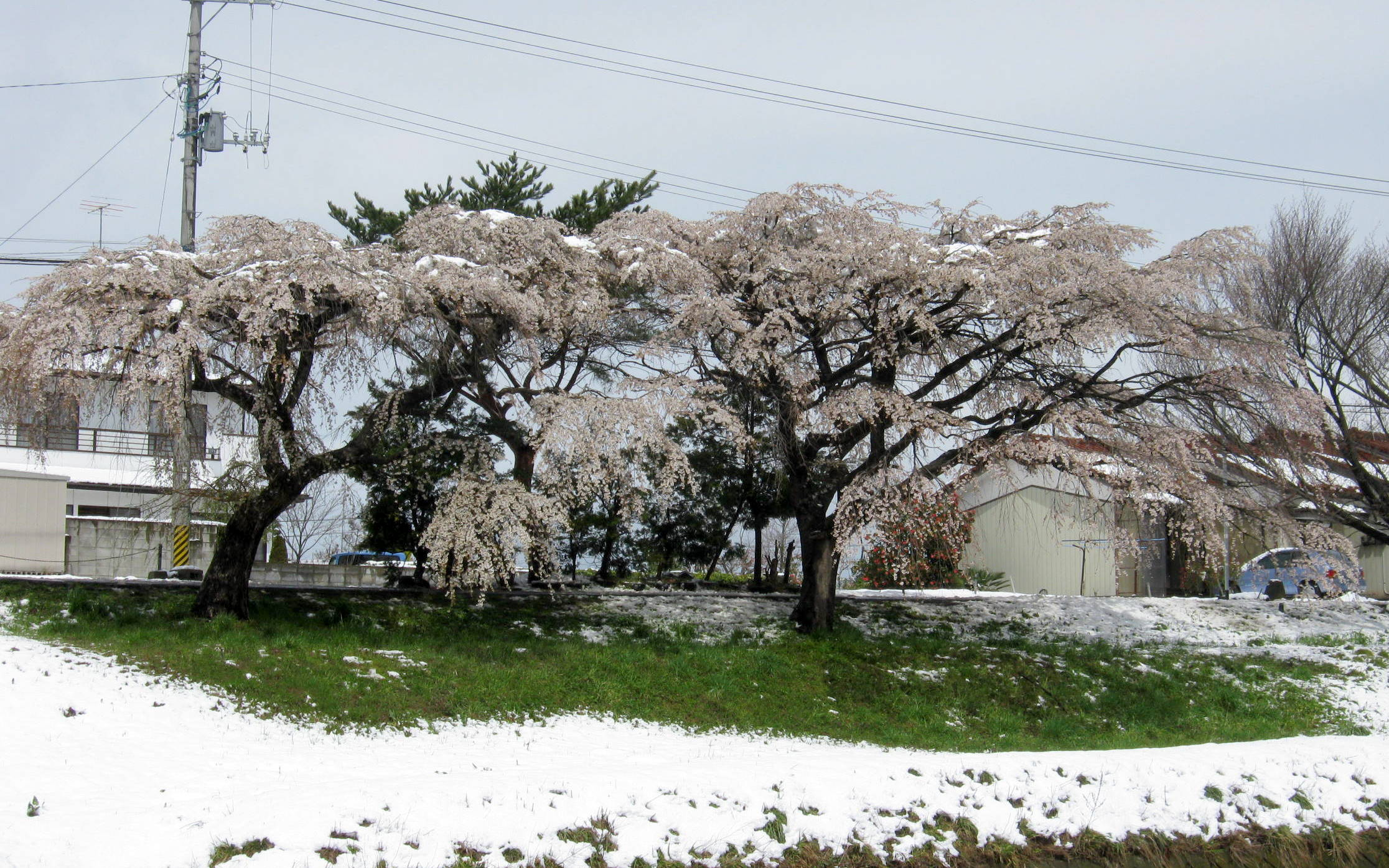
逢瀬川のシダレザクラ(2010年4月)